# 殷侑
殷侑（767年—838年），唐朝大臣，陈州（今河南省淮阳县）人。殷怿的儿子。
唐德宗贞元末年五经及第，其擅长礼学，擢升为太常博士。唐宪宗元和年间出使回鹘，持节不屈。回朝，拜虞部员外郎。再迁谏议大夫。上章论朝政得失，前后八十四通，因言语操切，出为桂管观察使，以廉洁著称。唐敬宗宝历元年（825年），转任江西观察使，入为卫尉卿。太和三年（829年），李同捷平，殷侑为沧齐德景节度使，在沧州与士卒同甘苦，招抚流民，借以耕牛，劝课耕织，经其治理，没有几年户口滋饶，仓廪盈积。州兵三万，军费不靠度支，百姓请为立德政碑。太和六年（832年），改任天平军节度使，天平军原来不上供，以赋税赡军有余，于是每年纳两税、榷酒等钱十五万贯、粟五万石。开成元年，入朝为刑部尚书，七月出为山南东道节度使，开成二年转任忠武军节度使。次年，卒于忠武节度使任上。其子殷羽，太和五年中进士，殷羽子殷盈孙。

## 延伸阅读
[在维基数据编辑]
 在维基文库阅读此作者作品
 《舊唐書/卷165》，出自刘昫《舊唐書》
 《新唐書·卷164》，出自《新唐書》